# Grzegorz Lewandowski (reżyser)
Grzegorz Lewandowski (ur. 11 października 1969 we Wrocławiu) – polski reżyser filmowy i scenarzysta. 
Ukończył w 1999 reżyserię filmową na Wydziale Radia i Telewizji Uniwersytetu Śląskiego. Jego debiut filmowy, film fabularny Hiena z Borysem Szycem w roli głównej prezentowany był w Chicago na festiwalu Polish Film Festival in America w 2006 roku.
Jako drugi reżyser współpracuje przy produkcji filmów z reżyserami Sylwestrem Chęcińskim, Janem Jakubem Kolskim, Wiesławem Saniewskim i Zbigniewem Kamińskim.

## Filmy
- 2006 – Hiena – film fabularny; reżyseria, scenariusz
- 2004–2008 – Kryminalni – reżyseria 10 odcinków
- 1999–2013 – Na dobre i na złe (serial fabularny) – reżyseria poszczególnych odcinków
- 1998 – Historia kina w Popielawach – film fabularny; współpraca reżyserska
- 1995 – Szabla od komendanta – film fabularny; współpraca reżyserska
- 1994 – Cudowne miejsce – film fabularny; współpraca reżyserska
- 1993 – Obcy musi fruwać – film fabularny; współpraca reżyserska
- 1991 – Rozmowy kontrolowane – film fabularny; współpraca reżyserska